# Elle Hollis
Lonneke Zijlstra (Sittard, 15 oktober 1996), beter bekend onder haar artiestennaam Elle Hollis is een Nederlands singer-songwriter. In december 2019 won Hollis de popwedstrijd Nu of Nooit waardoor ze mocht optreden op Pinkpop 2022.

## Biografie
Zijlstra werd geboren in Sittard en groeide op in Brunssum. Hoewel ze niet opgroeide in een muzikaal gezin, had ze al vroeg een connectie met muziek. Op jonge leeftijd speelde ze in musicals van Joop van den Ende en Studio 100. Op haar veertiende begon Zijlstra met het schrijven van nummers onder de artiestennaam Elle Hollis. Als Nijmeegs student stuurde ze demo's naar internationale producers. Een Zweedse producer van Warner Chappell Music toont interesse en nodigde naar uit om naar Stockholm te komen. Hier deed ze internationale contacten op met producers uit Los Angeles en New York.
In 2019 deed ze mee aan de provinciale popmuziekwedstrijd Nu of Nooit in Limburg. Hierin konden regionale talenten onder begeleiding van professionals zich laten zien aan het grote publiek. Ze won waardoor ze de eerstvolgende editie van Pinkpop mocht openen. Door de coronapandemie ging er echter een streep door de eerst twee volgende edities van Pinkpop, waardoor ze uiteindelijk pas in 2022 Pinkpop mocht openen.
Twee jaar daarvoor bracht ze de single Onto Someting uit, een nummer in het genre Elektropop dat een gangbare popstructuur bezit. In 2022 volgde de single Listen dat werd opgenomen op een EP die later dat jaar verscheen. Door deze singles en haar samenwerkingen met buitenlandse producers hoopte ze een internationale doorbraak te forceren.

## Discografie

### Ep's
- "Guys & Cars" (2021)

### Singles
- "Every Day Every Night" (2017)
- "Locked" (2018)
- "Don't Lie" (2018)
- "Luxury" (2018)
- "Mind Games" (2019)
- "I'm Not in Love" (Cover) (2019)
- "Still Mine" (2020)
- "Onto Something" (2020)
- "Running Out of Love" (2020)
- "Stay Up Here" (2020)
- "Guys & Cars" (2021)
- "Think About Me Still" (2021)
- "Listen" (2022)
- "Closer" (2022)
- "Selfish Ways" (2022)
- "I Got Out" (2023)
- "Start Running" (2023)
- "Child's Play" (2023)
- "If It's True" (2024)
- "Op Mijn Naam" (2024)
- "Het is Oké Zo" (2024)